# Аннінська Маргарита Матвіївна
Маргарита Матвіївна Аннінська (30 липня 1896, Тифліс, Тифліська губернія, Російська імперія — 11 січня 1967, Баку, Азербайджанська РСР) — азербайджанська радянська театральна акторка. Народна артистка Азербайджанської РСР (1956).

## Життєпис
Дебютувала на театральній сцені Тифліського народного дому у 1916 році. Пізніше виступала в театрі Артистичного російського театрального товариства (АРТО) та в інших театрах Тифлісу, грала на сценах Армавіра та Тули.
У 1930—1967 роках — актриса Азербайджанського російського драматичного театру (нині Азербайджанський державний академічний російський драматичний театр імені Самеда Вургуна).

## Вибрані театральні ролі
- Діана («Собака на сіні» Лопе де Вега),
- Консуелла («Той, хто отримує ляпаси» Леоніда Андрєєв),
- Панова («Любов Ярова», Костянтина Треньова),
- Надія («Останні», Максима Горького),
- Ельміра («Тартюф, або Ошуканець», Мольєра),
- Анна Кареніна («Анна Кареніна», Лева Толстого),
- Олівія («Дванадцята ніч», Вільяма Шекспір),
- Марія Олександрівна («Сім'я», Івана Попова),
- Іо («Загибель Надії» Германа Геєрманса)
- Клавдія Василівна («У пошуках радості», Віктора Розова),
- Бабуся («Дерева вмирають стоячи», Алехандро Касона) тощо.

Позитивні сценічні образи, створені їй наділені ясним розумом, душевною силою для образів, створених Маргаритою Аннінською характерні цілісність, щирість і тонкий гумор.

## Нагороди
- Два ордени «Знак Пошани» (1935 та 1959).
- Народна артистка Азербайджанської РСР (1956).